# Rue Yvart
Pour les articles homonymes, voir Yvart.
La rue Yvart est une rue du 15e arrondissement de Paris.

## Situation et accès
La rue Yvart est une voie du 15e arrondissement de Paris, permettant de joindre la rue d'Alleray à la rue de l'Abbé-Groult par la rue Marmontel.

## Origine du nom
Elle porte le nom de Victor Yvart (1763-1831), agronome, dans ce quartier dédié à d'autres agronomes célèbres (rue La Quintinie, rue Dombasle, rue Olivier-de-Serres, etc.).

## Historique
Ce chemin vicinal de l'ancienne commune de Vaugirard était initialement appelé « chemin des Tournelles », puis « petit chemin des Tournelles ».
En 1860, un arrêté préfectoral ordonne sa fermeture en raison de l’absence d'entretien de ce chemin par les riverains.
Rattachée à la voirie de Paris en 1863, la rue prend son nom actuel le 24 août 1864. Le gendre de Victor Yvart, Achille Rendu, père de Victor Rendu, y avait sa demeure au numéro 17.
En 1883, un nouvel arrêté préfectoral ordonne, à nouveau, sa fermeture pour la même raison, toutefois un arrêté du Conseil d'État du 8 janvier 1886 casse cette décision en déclarant cette voie voie publique.